# 灿科瓦市镇

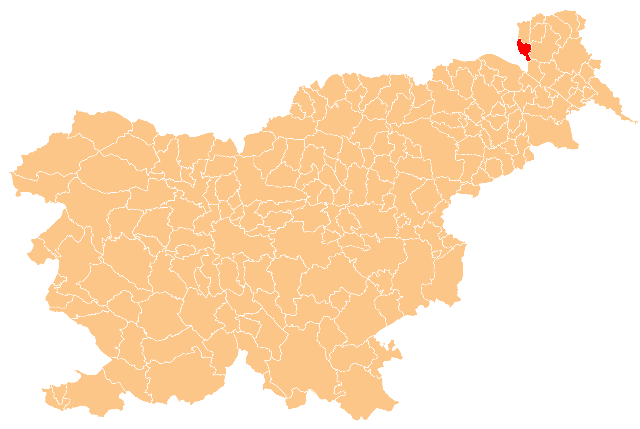
灿科瓦市镇於斯洛維尼亞的位置

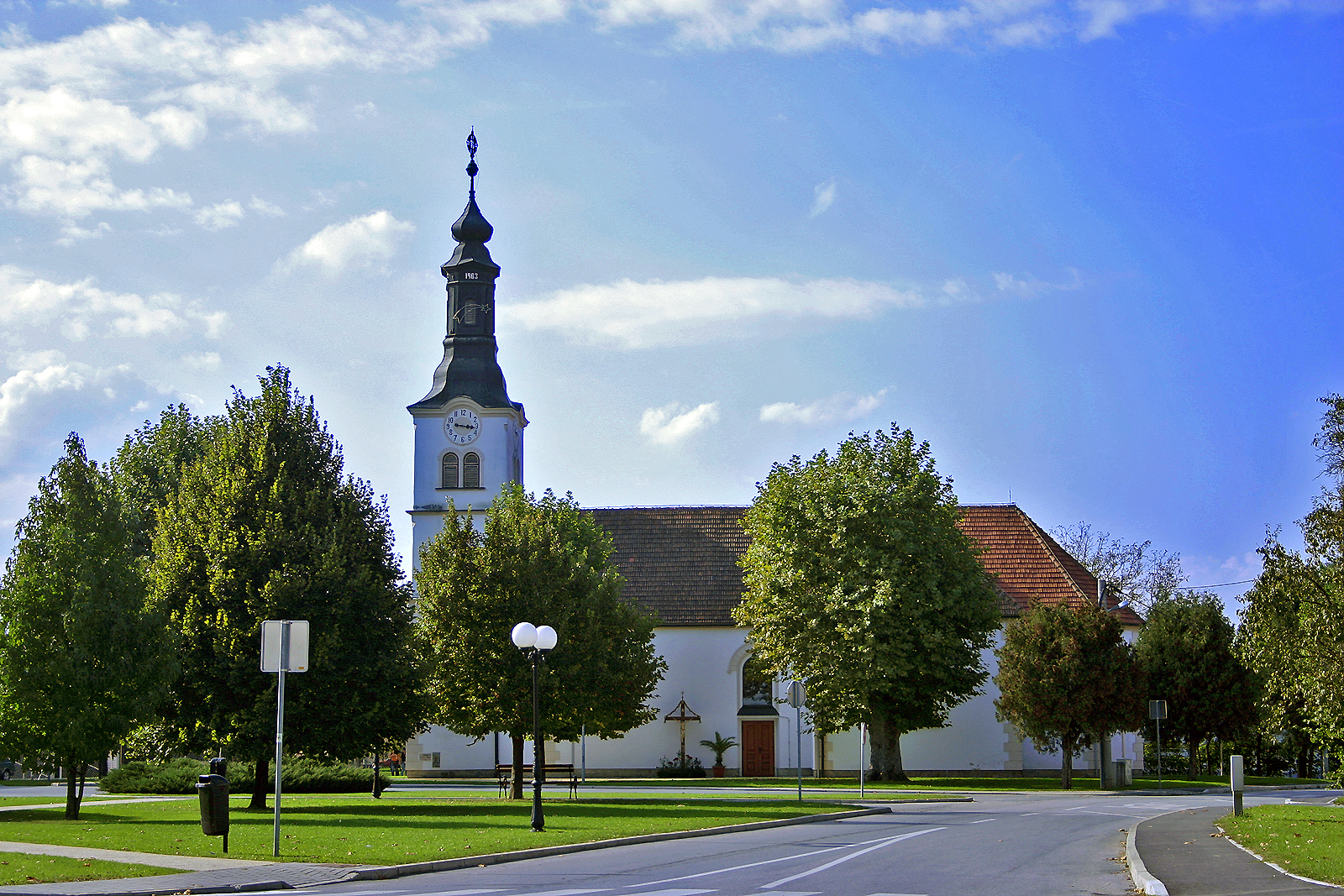
灿科瓦

灿科瓦市镇是斯洛文尼亞東北部的市镇，行政中心为燦科瓦。市镇面積为30.6平方公里，2018年人口数量为1,718人。

## 外部連結
- 维基共享资源上的相關多媒體資源：灿科瓦市镇
- 官方网站  （斯洛文尼亚文）
- Municipality of Cankova on Geopedia （页面存档备份，存于）